# 藤原仁善子
藤原 仁善子（ふじわら の にぜこ／にさこ／よしこ、生年不明 - 天慶8年12月20日（946年1月25日））は、平安時代中期の女官。左大臣・藤原時平の長女で、保明親王の妃。正五位下。
延喜16年（916年）に東宮・保明親王の妃となる。慶頼王・煕子女王の生母となるが、延喜23年（923年）に親王は即位することなく薨御。延長3年（925年）には慶頼王も薨御した。
天慶8年12月20日（946年1月25日）暁、卒去。本院御息所と呼ばれた。
なお、藤原定方の娘にも藤原 仁善子／善子（ふじわら の よしこ、生年不明 - 康保元年（964年）4月）がおり、正三位、醍醐天皇の女御で、後に藤原実頼の室になっているが、藤原能子と同一人物かもしれない。